# 尼古拉斯·贝克 (政治人物)
尼古拉斯·貝克爵士（英語：Sir Nicholas Brian Baker，1938年11月23日—1997年4月25日），英國保守黨籍政治人物。於1979年至1997年期間，曾擔任北多塞特選區選出的英國下議院議員。